# 落地梅
落地梅（学名：Lysimachia paridiformis）为报春花科珍珠菜属的植物，是中国的特有植物。分布于中国大陆的湖南、四川、贵州、湖北等地，生长于海拔300米至1,400米的地区，一般生长在山谷林下湿润处，目前尚未由人工引种栽培。

## 别名
重楼排草（拉汉种子植物名称） 四块瓦、四叶黄、四儿风（四川）

## 异名
- Lysimachia paridiformis Franch. var. stenophylla Franch.
- Lysimachia trientaloides Hemsl.

## 延伸阅读
[在维基数据编辑]
 《植物名實圖考·落地梅》，出自吳其濬《植物名實圖考》